# Спагеті

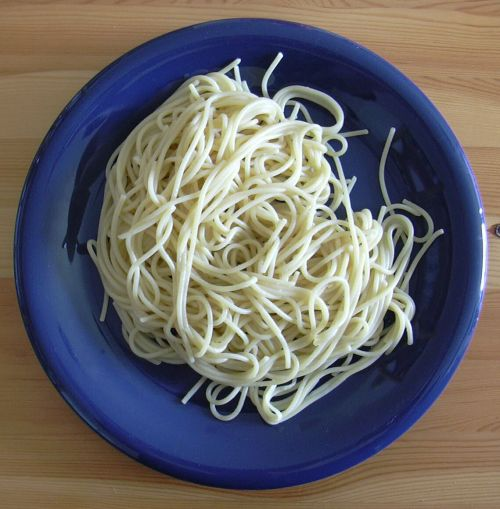
Готові спагеті.

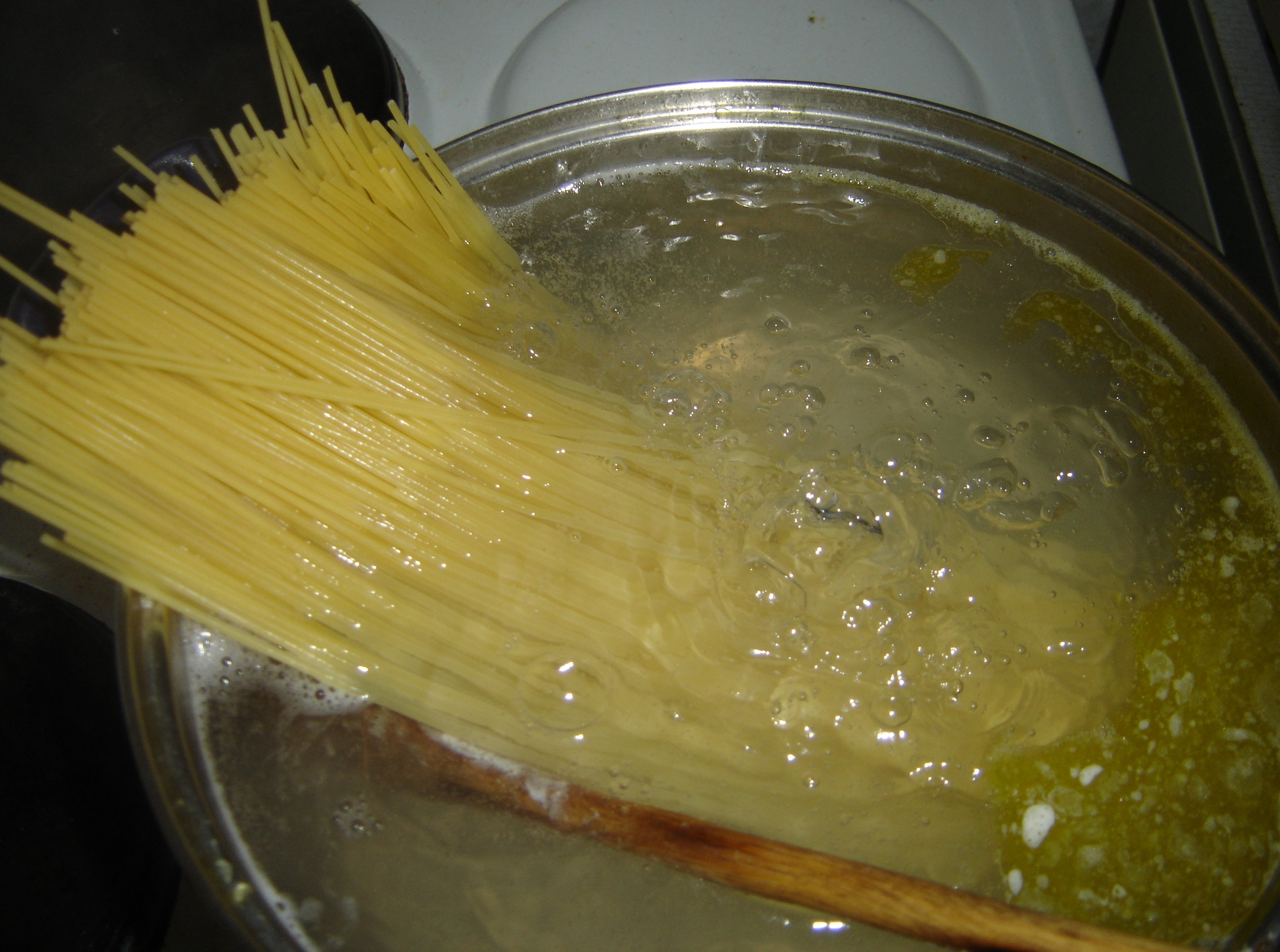
Спагеті в момент занурення в кип'яток.

Спаге́ті (італ. Spaghetti) — вид макаронних виробів (італ. Pasta) з круглим перетином, діаметром близько 2 мм, і, як правило, довжиною понад 15 см. Тонші спагеті називаються «спагетіні» (італ. Spaghettini), товстіші спагеті — «спагетоні» (італ. Spaghettoni). Батьківщиною спагеті є Італія, і вони широко використовуються в італійської кухні, часто подаються з томатним соусом. Є основою численних італійських страв, наприклад: Spaghetti Napoli (спагеті по-неаполітанськи) — з томатним соусом, Spaghetti Bolognese (спагеті по-болонськи) — з томатним соусом і м'ясним фаршем, Spaghetti all'Aglio ed Olio (спагеті з часником та олією) — з гарячою оливковою олією і злегка обсмаженим у ній часником.

## Історія
Батьківщиною спагеті є італійське містечко Генуя. У місті Понтедассіо, неподалік від Генуї, відкрито Музей спагеті, де зібрано сотні рецептів приправ та соусів. Також там є нотаріальний акт (з архіву Генуї) від 4 лютого 1279, що підтверджує існування кулінарного виробу з тіста під назвою «макароніс».
Традиційним центром «свята макаронів» вважається містечко Граньяно, недалеко від Неаполя. Причиною цього, можливо, є те, що в знайдених там документах, датованих 1502-м роком, описується процес виготовлення «макароні», які стали згодом одним із найпопулярніших у світі страв і символом Італії.
Нині в районі Граньяно зосереджено до десятої частини всіх італійських фабрик з виробництва макаронних виробів, які поставляють три мільйони тонн макаронів на ринки Європи, Азії, Америки та Австралії.

## Види спагеті
У Музеї спагеті демонструються 176 видів макаронних виробів. Італійське слово «spaghetti» — це не вся локшина, а строго певний вид італійських макаронних виробів: завдовжки 35-40 сантиметрів, діаметром від 0,7 до 0,9 міліметра. Все, що тонше, товще, коротше або довше, має свою назву.
Спагеті, як правило, подаються з яким-небудь соусом, різновидів яких існує понад 10 тисяч. Практично все, що є їстівне, може бути використано як «добавка» до спагеті. Виготовлення приправ до макаронних виробів — одна з найшанованіших в Італії «наук». У громадському харчуванні дуже цінуються майстри, які знають толк в приправах.
У кожній з 20 областей країни пропонуються свої суміші. Оскільки майже всі області Італії виходять до моря, практично повсюдно до макаронних виробів пропонуються морепродукти. У «сухопутних» районах — Валле-д'Аоста, Умбрія, Молізе, Базиліката, Трентіно-Альто-Адідже, а також у східній Тоскані основу приправ складають дари лісу і фермерських господарств. Так, в Сієні кулінарна візитна картка — спагеті з досить великою кількістю м'ясного фаршу. Так повелося з часів Середньовіччя, коли мешканці міста-фортеці відбивали напади ворогів і бійцям потрібна була невигадлива, але при цьому ситна їжа. На островах Сицилія і Сардинія до спагеті подаються морепродукти: риба, каракатиці, кальмари, молюски, краби, лангусти.
У Генуї пропонується знаменита місцева приправа зеленого кольору — «песто алла Дженовезе», яка складається з листочків базиліку, часнику, плодів горіха середземноморської сосни та овечого сиру. Сьогодні «песто по-генуезькому» — одна з вишуканих страв італійської кухні.
В області Лаціо і, звичайно, в Римі традиційним соусом вважається карбонара (Spaghetti alla carbonara) — соус з яєць, шматочків смаженої грудинки, меленого перцю.

## Цікаві факти
- Виделка з декількома зубцями була придумана приблизно в 1700 році спеціально для того, щоб їсти спагеті[джерело?].